# Kållands-Åsaka församling
Kållands-Åsaka församling var en församling i Skara stift och i Lidköpings kommun. Församlingen uppgick 2006 i Kållands-Råda församling. 

## Administrativ historik
Församlingen har medeltida ursprung. Före den 1 januari 1886 (ändring enligt beslut den 17 april 1885) var namnet Åsaka församaling.
Församlingen var till 2006 annexförsamling i pastoratet Råda, (Kållands-)Åsaka och Mellby. Församlingen uppgick 2006 i Kållands-Råda församling.

## Kyrkor
- Kållands-Åsaka kyrka